# المجلس الوطني للحكومة
كان المجلس الوطني للحكومة ((بالفرنسية: Conseil National de Gouvernement)‏، CNG) هو الهيئة الحاكمة في هايتي منذ عام 1986 وحتى عام 1988. وقد تأسس هذا المجلس في بداية الأمر في السابع من فبراير عام 1986 كحكومة مؤقتة مشتركة تضم مدنيين وعسكريين عقب نفي الرئيس جان كلود دوفالييه الذي نصَّب نفسه رئيسًا مدى الحياة. كان تشكيل المجلس يتألف من رئيس المجلس، الفريق هنري نامفي، بالإضافة إلى خمسة أعضاء: ثلاثة من العسكريين واثنين من المدنيين. وكان الأعضاء العسكريون هم العقداء ويليامز رجالا وماكس فاليز وبروسبر أفريل، أما الأعضاء المدنيون فكانوا جيرارد جورج وأليكس سينيه.
وقد استقال جورج من المجلس بعد أقل من شهرين من تشكيله، وبعدها بقليل تم إجبار العقيد فاليز والعقيد أفريل وسينيه على الاستقالة. وتم حل المجلس الوطني الأول رسميًا في العشرين من مارس عام 1986. وخلال فترة حكمه القصيرة، نجح المجلس في اتخاذ قرارين مهمين هما: حل القوات المسلحة التابعة للرئيس ديفالييه التي عُرفت باسم متطوعي الأمن القومي في الخامس عشر من فبراير، واستعادة علم هايتي بلونيه الأحمر والأزرق في السابع عشر من فبراير.
وقد تم إنشاء مجلس وطني ثانٍ في الحادي والعشرين من مارس عام 1986 بعد يوم من حل المجلس الأول، وضم ثلاثة أشخاص. من بينهم هنري نامفي (رئيس المجلس) وويليامز رجالا (عضو المجلس) اللذين احتفظا بمنصبيهما من المجلس الأول على التوالي. هذا بالإضافة جاك فرانسوا الذي انضم إلى المجلس ليصبح العضو الثاني. وقد ظل المجلس الوطني بتشكيلته تلك في الحكم حتى السابع من فبراير من عام 1988، عندما تولى ليزلي فرانسوا مانيجات منصب رئيس هايتي.